# Жёрнов

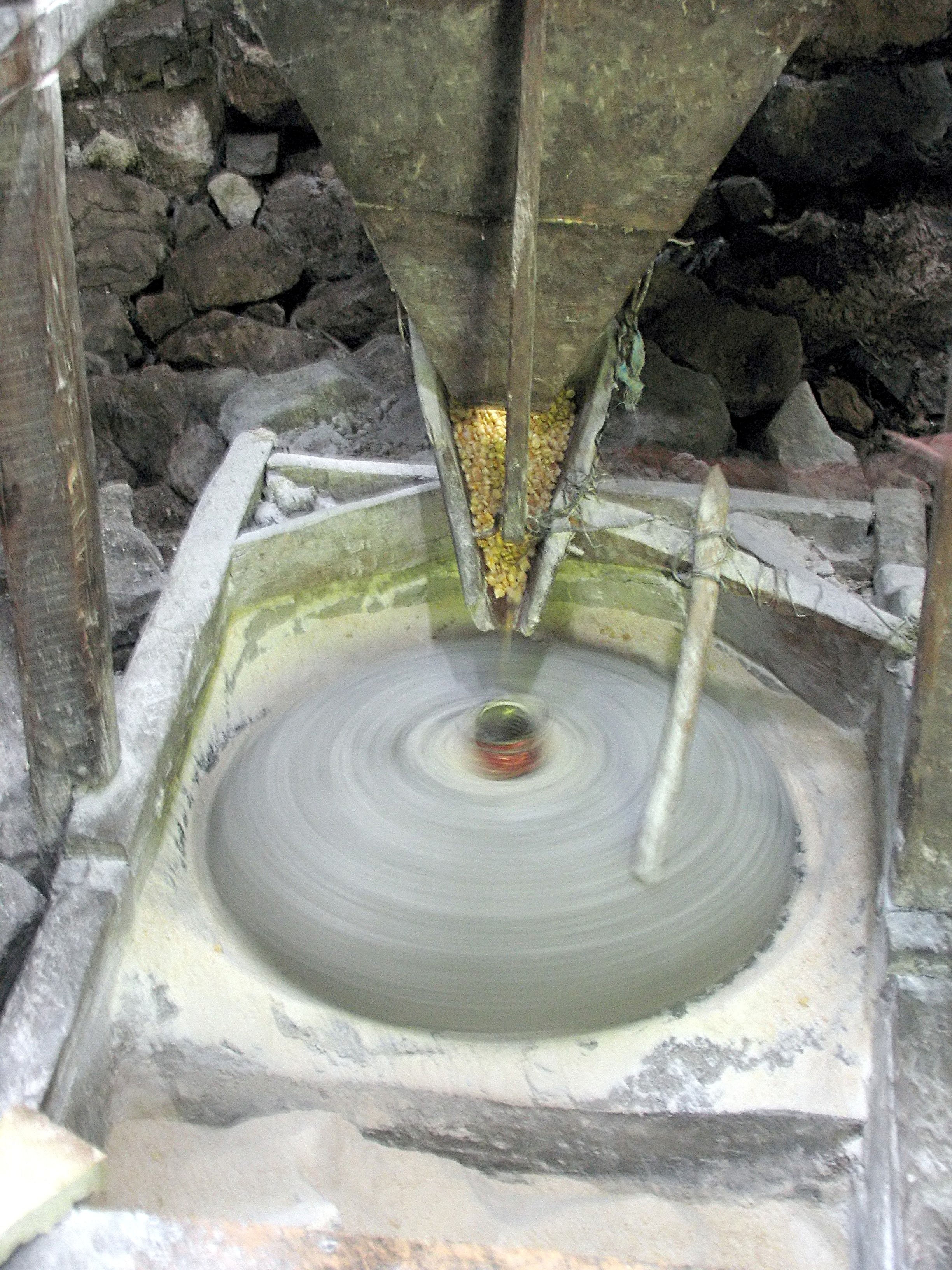
Помол кукурузы на водяной мельнице. Северная Албания

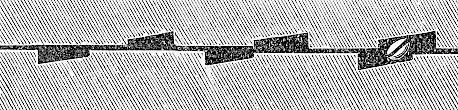
Жёрнов в продольном разрезе

Жёрнов (множественное число — жернова́) — парный диск, в большинстве случаев каменный, один из основных элементов мельницы.
Мельницы, в которых используются жернова, бывают ручными, либо с применением в качестве двигательной силы при помоле каких-либо животных или каких-либо механических двигателей, функционирующих за счёт различного рода внешних источников энергии (электро-, водяные, ветряные двигатели, двигатели внутреннего сгорания). 
Жёрнов используют для перемалывания в муку пшеницы и другого зерна, а также и для перемалывания иногда каких-либо пищевых продуктов растительного и животного их происхождения, или для перемалывания различных минеральных веществ, которые применяются в качестве пищи для людей и животных, или применяются в качестве компонентов при изготовлении лекарственных средств, или же применяются в качестве компонентов для изготовления различного рода строительных материалов, и красок.
Жернова использовались человеком с глубокой древности.
В качестве каменной породы, наиболее подходящей для изготовления жерновов, обычно служит мелкозернистый кремнесодержащий пористый, но при этом прочный, песчаник, либо окремнённый, содержащий окаменелости, известняк.
Также жернова изготавливаются из камня, дерева, с применением металлических режущих элементов, либо из других подходящих материалов.

## История

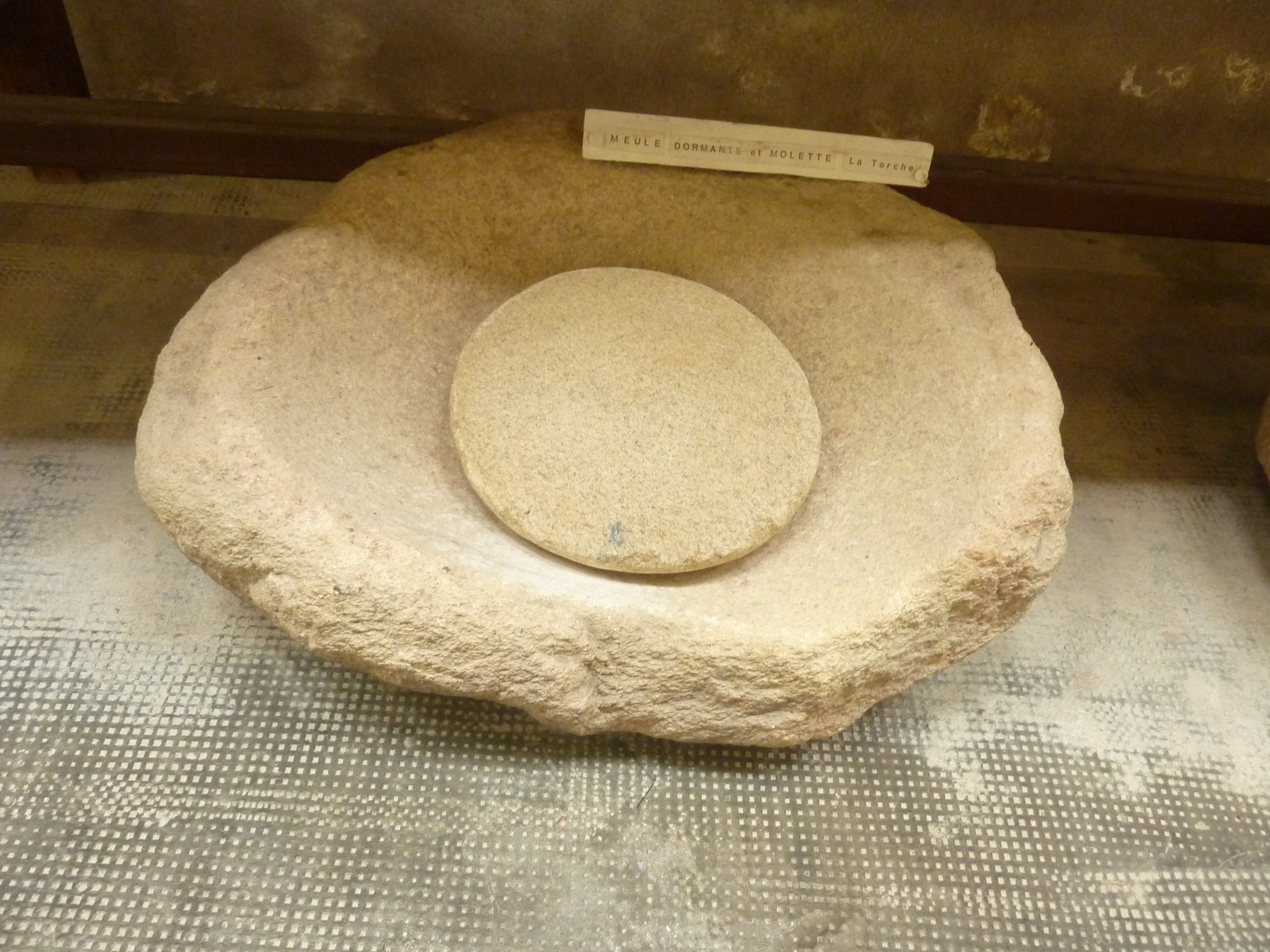
Примитивный жернов, найденный в районе Пломер (Музей доисторической истории Финистера, Пенмарк)

Неолитический человек использовал примитивные жернова (зернотёрки) для перемалывания семян растений, орехов и других растительных продуктов для потребления в пищу. Примитивные жернова использовались в ручных мельницах. В некоторых культурах ручные жернова (например, адирт) широко распространены и по сей день. Жернова для изготовления муки упоминаются в Ветхом Завете (Ис. 47:2). В мельницах с жерновами также перетирали пигментные краски и металлы до освоения выплавки.
Существует мнение, согласно которому жёрнов, возможно, может являться более древним изобретением по сравнению с колесом, что именно изобретение жёрнова впоследствии поспособствовало изобретению колеса, и что конструкция жёрнова является прообразом, прототипом изобретённого в будущем человеком колеса.

## Устройство

Схема бегуна — верхнего, подвижного жёрнова. Нижний жёрнов отличается отсутствием крестообразного паза, куда входит параплица — деталь привода для вращения.
1 — Гармошка;
2 — обод;
3 — основные бороздки;
4 — дополнительные бороздки;
5 — мелющие поверхности;
6 — насечка на мелющей поверхности;
7 — крестообразное углубление под параплицу;
8 — мелющие кромки;
9 — направление вращения;
10 — глаз.

Схема установки двух жерновов в традиционной мукомольной мельнице. На рисунке приведены традиционные названия частей.

Поверхность жёрнова разделена глубокими желобами, называемыми бороздами, на отдельные плоские участки, называемые мелющими поверхностями. От борозд, расширяясь, отходят более мелкие желобки, называемые оперением. Борозды и плоские поверхности распределяются в виде повторяющегося рисунка, называемого гармошкой. У типичного мукомольного жёрнова имеется шесть, восемь или десять таких гармошек. Система борозд и желобков, во-первых, образует режущую кромку, а во-вторых, обеспечивает постепенное ссыпание готовой муки из-под жерновов.
Жернова используются парно. Нижний жёрнов, устанавливается неподвижно, называется лежак. Верхний жёрнов, он же бегун, подвижный, и именно он приводится во вращение. Подвижный жёрнов приводится в движение крестообразной металлической деталью — параплицей, входящей в крестообразное углубление верхнего жёрнова, установленной на головке веретена — ведущего вала, вращающегося под действием основного источника энергии механизма мельницы использующего энергию ветра, воды или в современных мельницах — электроэнергии. Рельефный рисунок борозд повторяется на каждом из двух жерновов, таким образом обеспечивая эффект «ножниц» при размалывании зёрен.
Мелющие поверхности жерновов должны прилегать друг к другу. Правильное взаимное расположение камней критически важно для помола муки высокого качества. Для регулировки параллельности пары жерновов лежак подпирается тремя винтовыми домкратами.

Формы поперечного сечения бороздок, насекаемых на жерновах и применяемых:
А — при низком помоле;
Б — при высоком помоле;
В — при помоле крупы.

На трущихся поверхностях жерновов делают насечку, то есть вытёсывают ряд мелких бороздок, а плоские поверхности между бороздками насечки делают грубо-шероховатыми. Предназначенное для размола зерно поступает из приёмного ковша в центральное отверстие жерновов — глаз — и при вращении бегуна движется горизонтально от центра к периферии жерновов. При этом зерно перемещается между бороздками верхнего и нижнего жерновов, разрывается и разрезается острыми режущими краями бороздок насечки на более или менее крупные частицы, которые размалываются окончательно по выходе из бороздок на внешней концентрической плоскости жёрнова, называемой полозом.
Бороздки насечки служат также путями, по которым размалываемое зерно подвигается от глаза к окружности и сходит с жёрнова. Так как поверхности жерновов, даже из лучшего материала, при работе стираются, насечка должна время от времени восстанавливаться.
При постоянном использовании жернова требуют своевременного подтачивания, то есть подравнивание краёв всех бороздок для поддерживания остроты режущей кромки.
Лучшим материалом для жерновов служит особенная каменная порода — вязкий, твердый и плохо полирующийся плотный песчаник, называемый жерновым камнем. Так как виды каменных пород, в которых сочетание этих свойств достаточно и при том однородно в крупном каменном монолите, встречаются редко, хорошие жернова до́роги.

## Типы жерновов, использующихся в Великобритании
Традиционные британские жернова делятся на два типа:
- Дербиширские монолитные жернова из серого песчаника, использующиеся для помола ячменя. Такие жернова можно видеть на декоративных указателях по краям национального парка «Пик Дистрикт». Дербиширские жернова быстро стираются и обычно используются только для помола кормов, предназначенных для сельскохозяйственных животных, поскольку оставляют в муке частицы камня.
- Французские жернова для более тонкого и чистого помола. Они обычно не вырезаются из единого монолита, а скрепляются гипсом из кварцевых секций и усиливаются железными обручами. Эти камни производятся на севере Франции, в долине Марн.

## В культуре
- «Жернова Господни мелют медленно, но неумолимо» — пословица, существующая с античности

### Старинные русские поговорки, связанные с жёрновом
- Попало зёрнышко под кованый жёрнов
- Угодило зёрнышко промеж двух жерновов

### Русские загадки, связанные с жёрновом
- Затопали кони в Кириловском поле, залаяла собачка на Муромском, заревел медведь на Ивановском (Романовском) (кони — мельничные песты; собачка — порхлица; медведь — жёрнов).
- Каменное море кругом вертится, белый заяц подле ложится, всему миру годится (жернова и мука).
- Лежит монах в крутых горах; выйдет наружу, кормит верных и неверных (жернова).
- Один говорит — побежим, другой говорит — полежим, третий говорит — покачаемся (вода, жёрнов, колесо).
- Бык бурчит, старик стучит; бык побежит, пена повалит (жернова)[3].

## Галерея

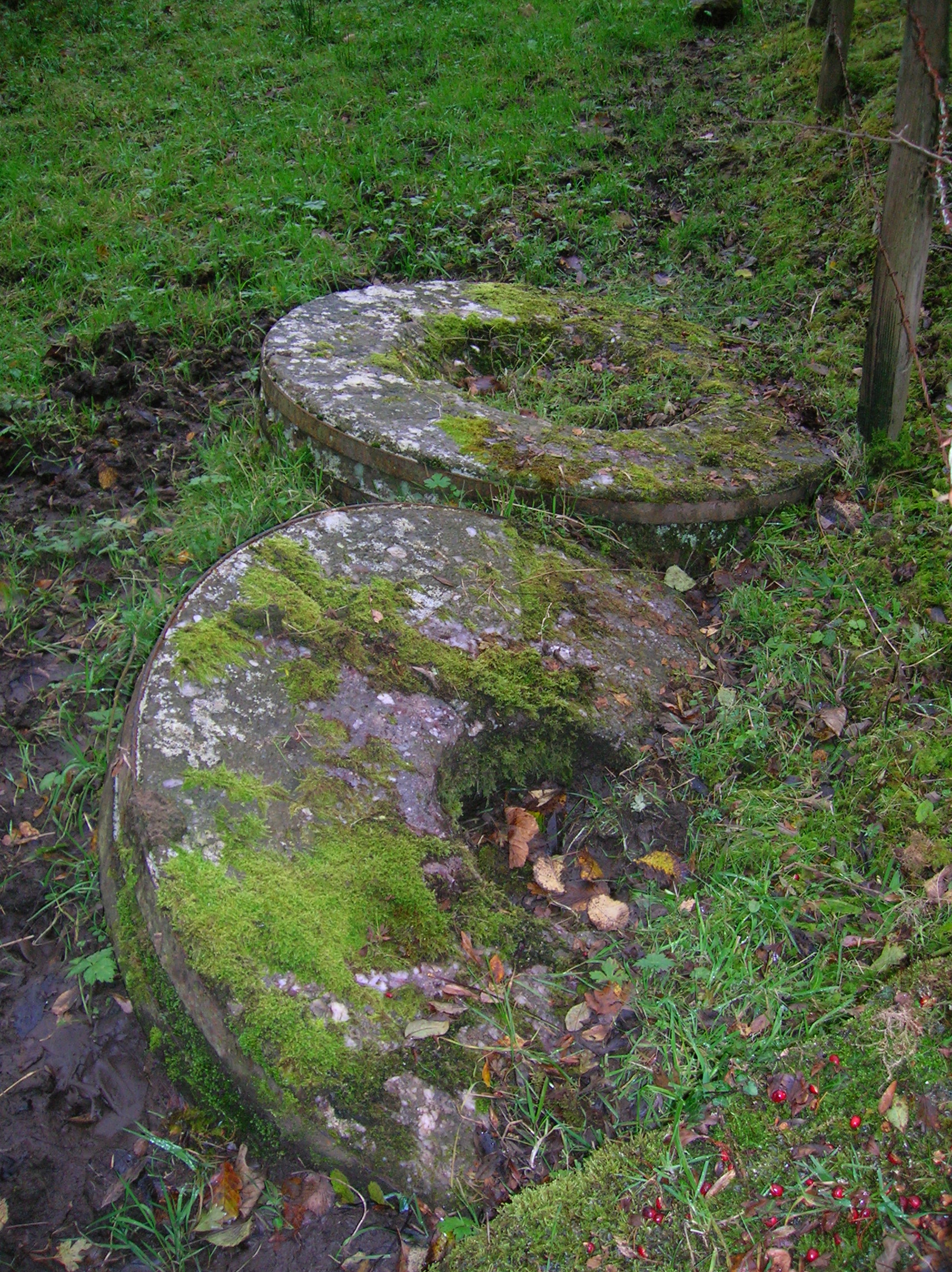
Заброшенные жернова в шотландской деревне
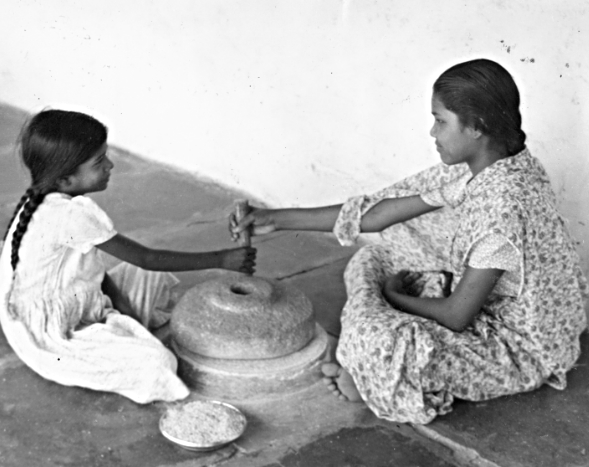
Изготовление муки (Индия)
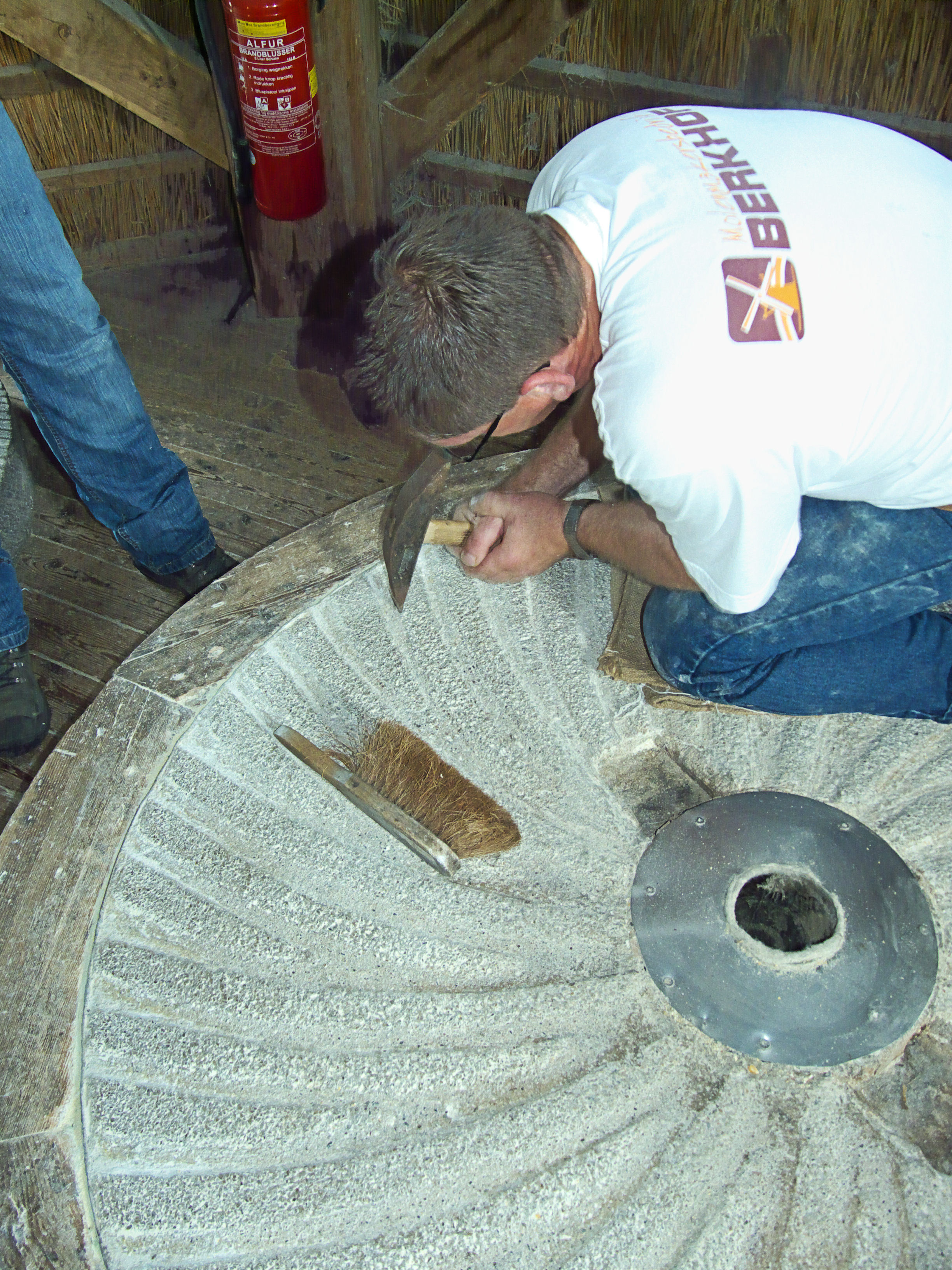
Подравнивание рельефного рисунка бороздок
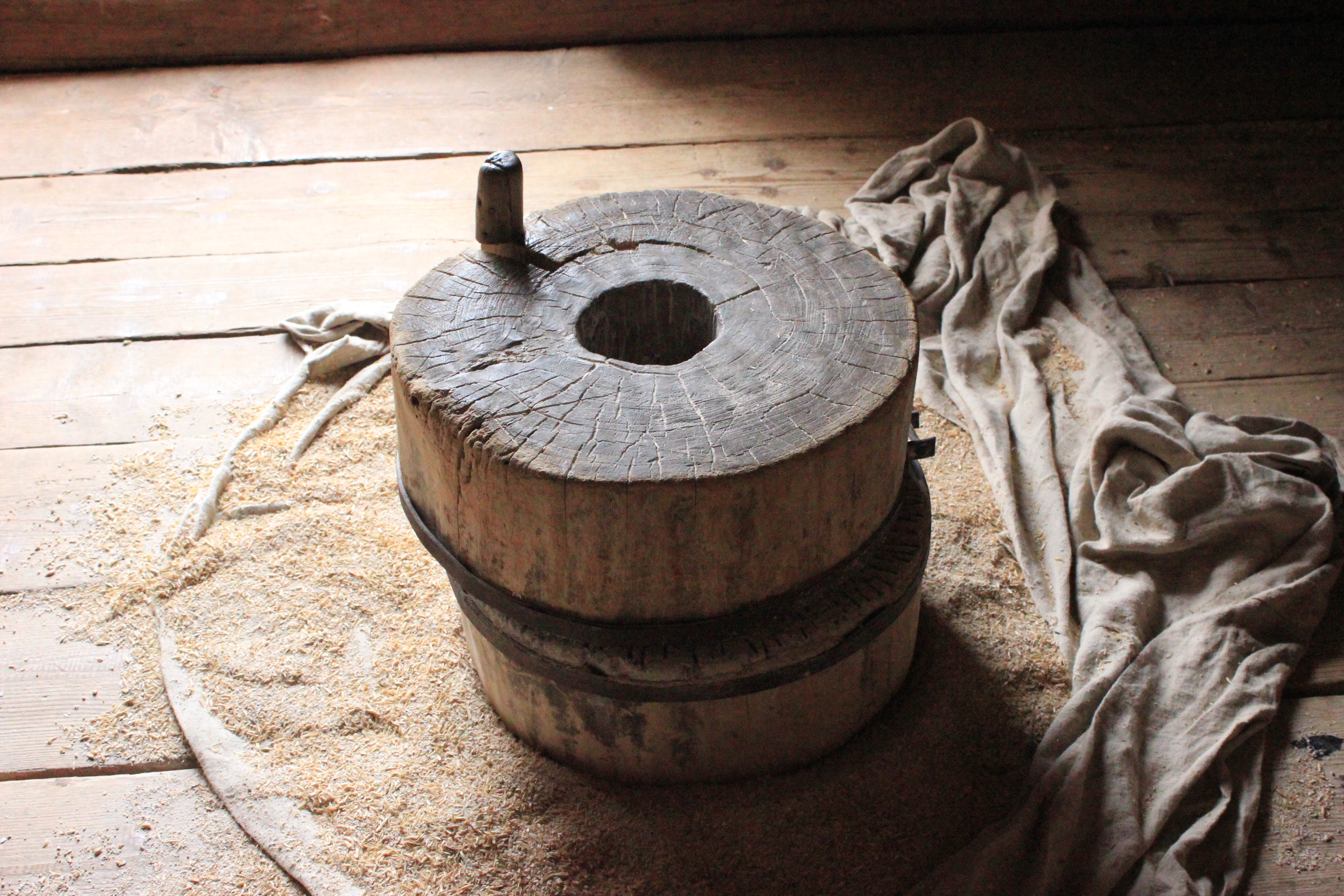
Ручные жернова в Лудорвайском музее в Удмуртии
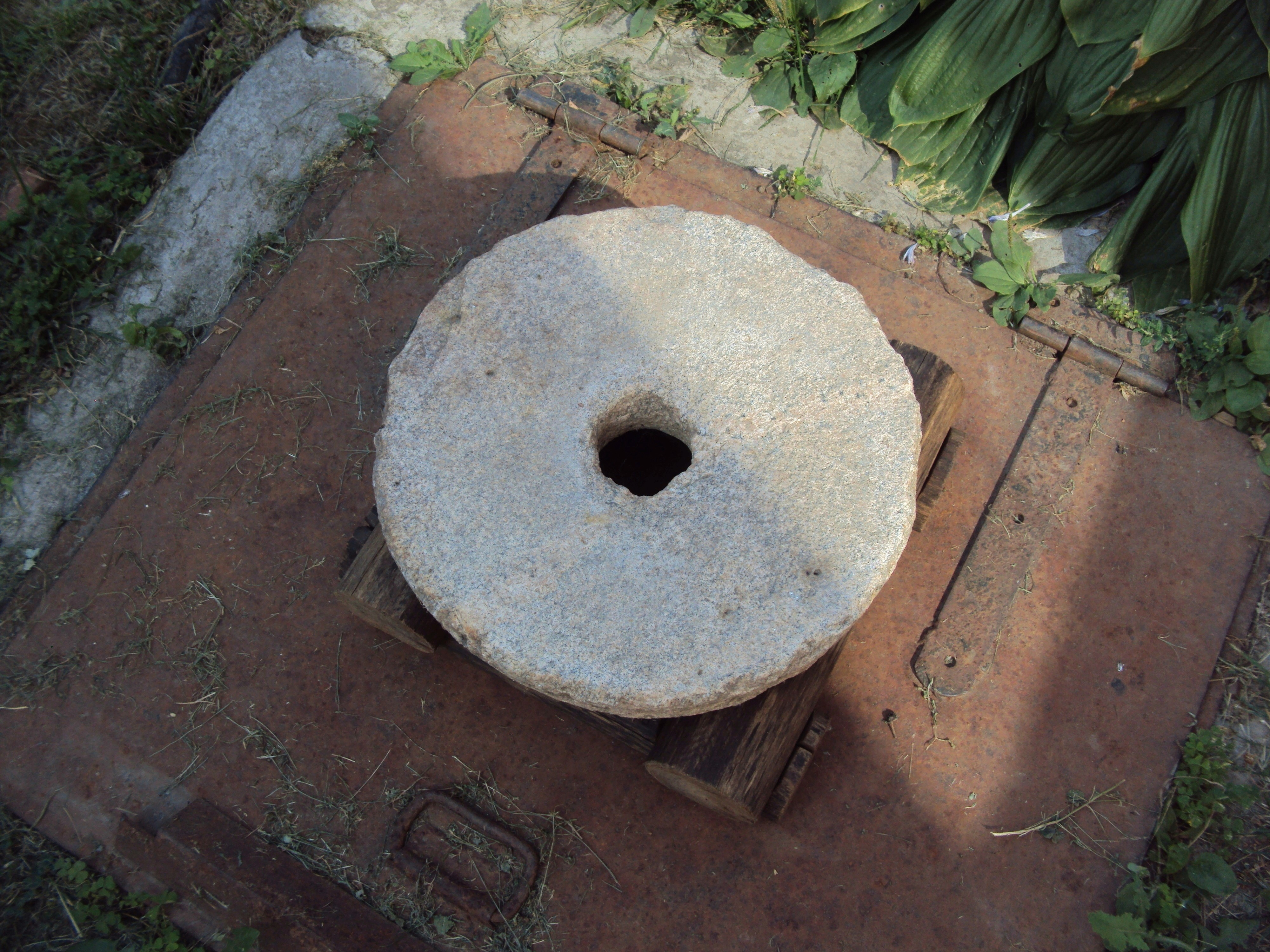
Жёрнов (нижняя часть). Россия, Казань (найден в деревне Боровое Матюшино во время маловодья на берегу реки Волга).
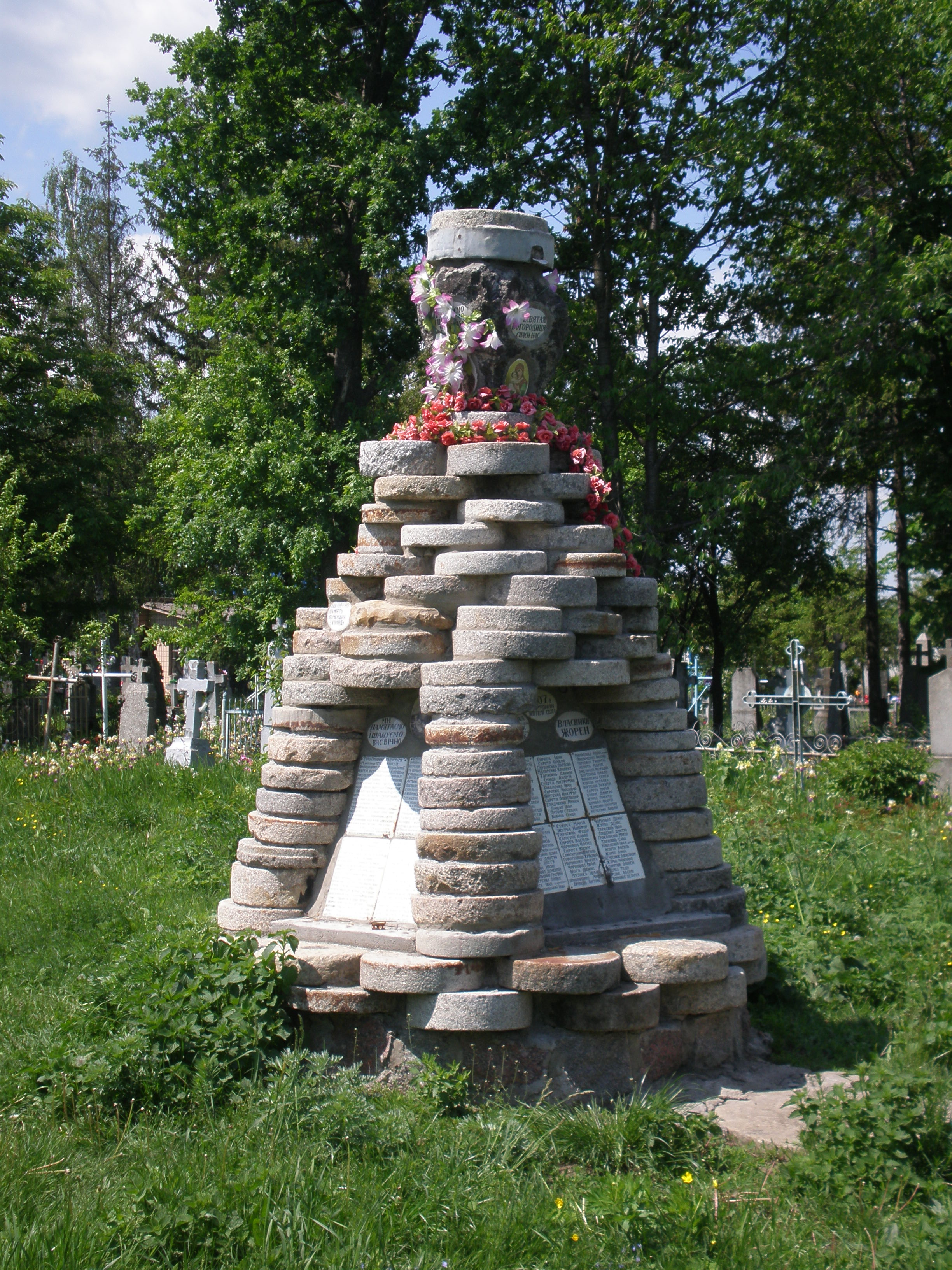
Памятник голодомору в селе Викторивка (Украина), построенный из жерновов
Жернов на гербе общины Аскола, Финляндия
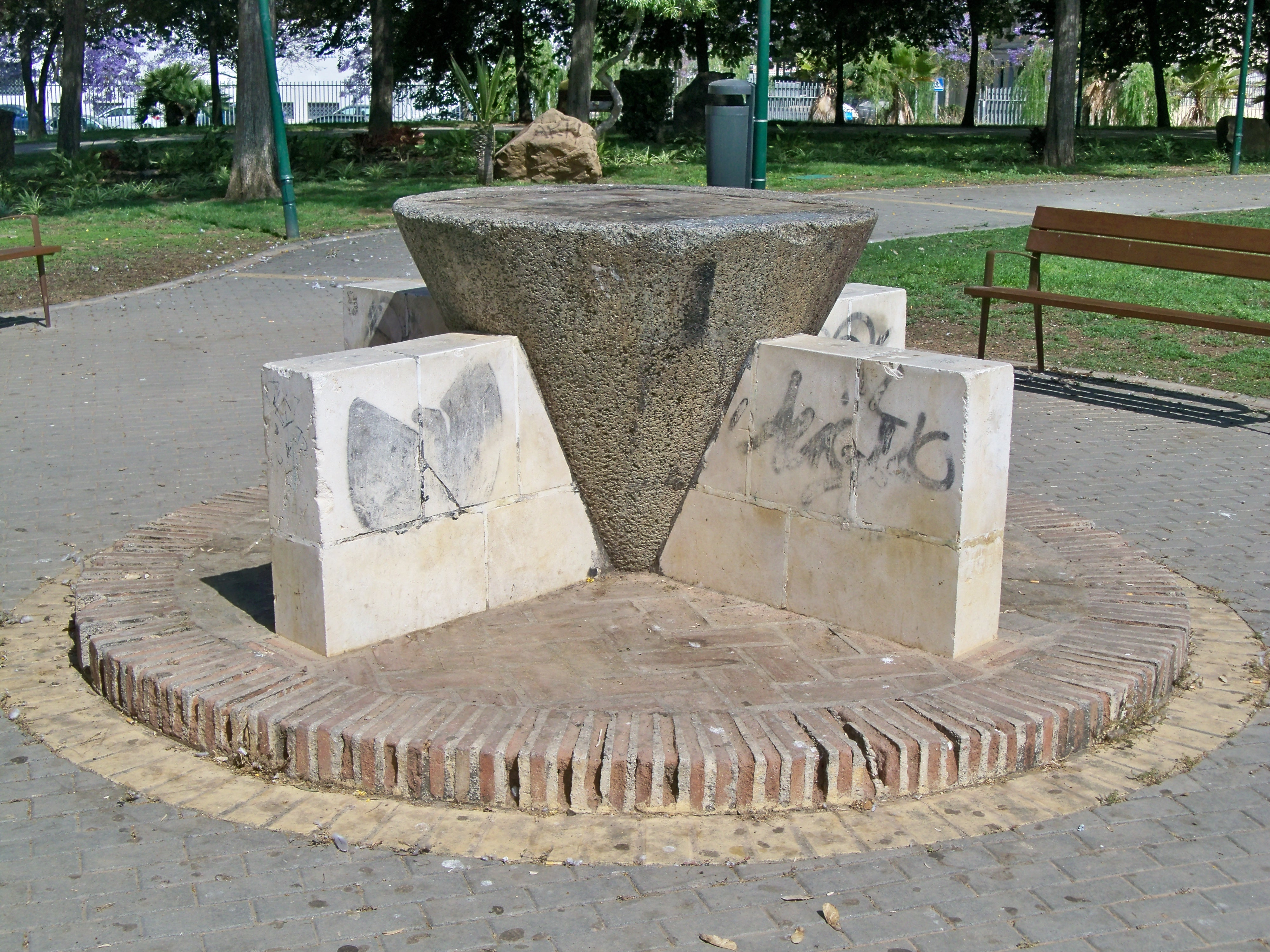
Старый мельничный жернов, установленный в качестве скульптуры в парке Уэлин, Малага, Испания
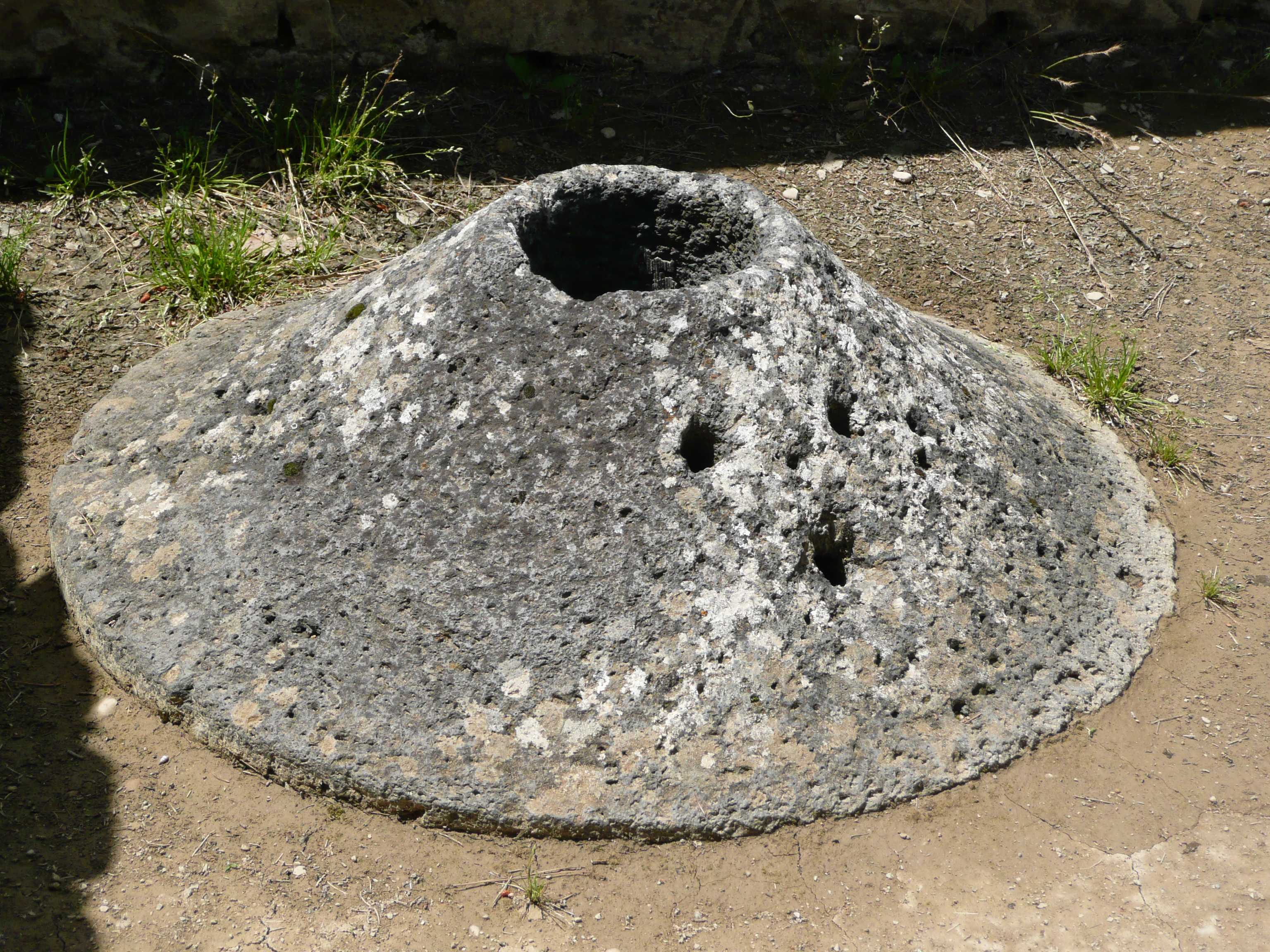
Древнеримский жернов в Везон-ла-Ромен (Воклюз, Франция).
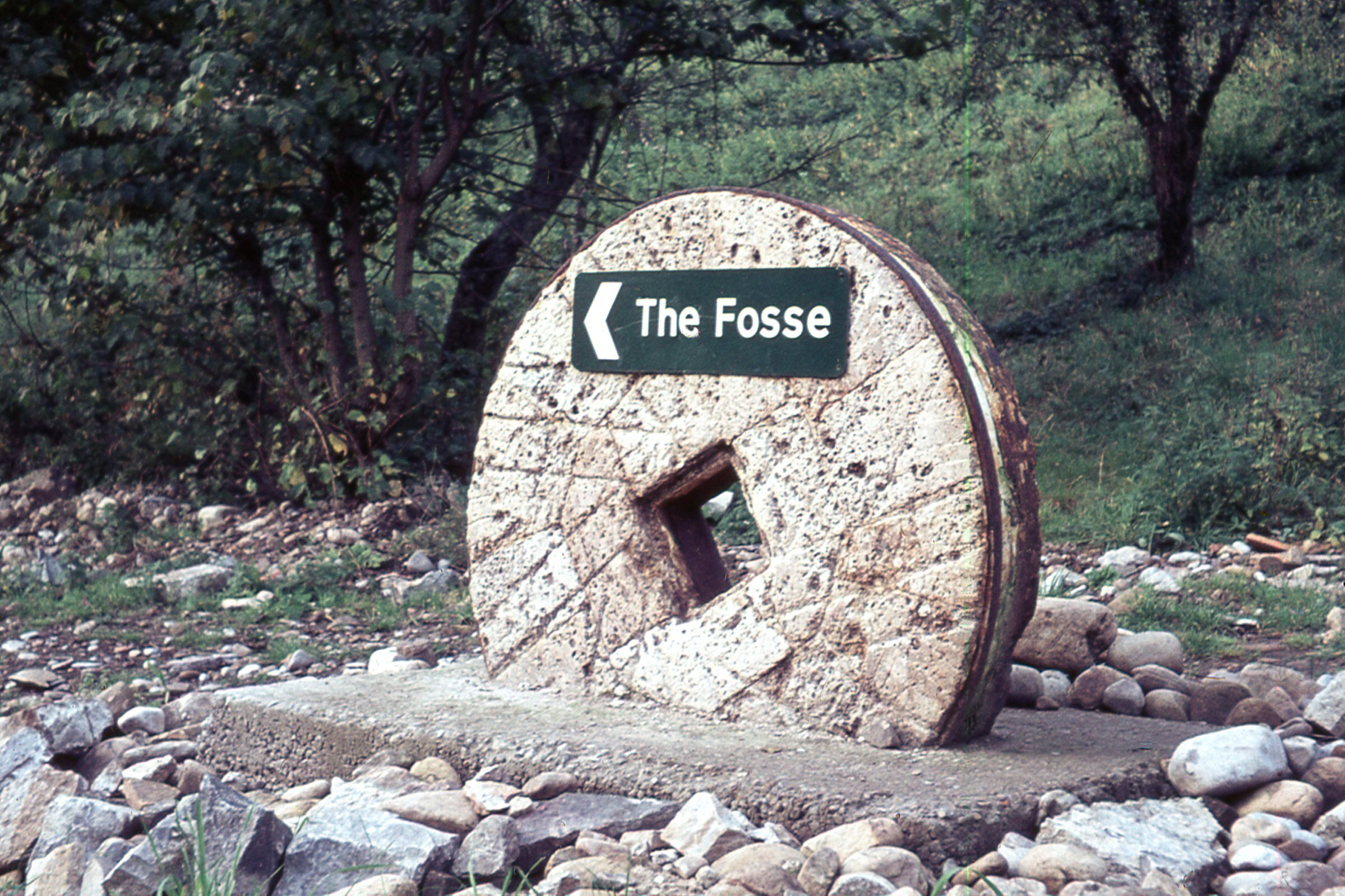
Дорожный указатель из старого жернова недалеко от Ричмонда, Северный Йоркшир, Англия